# Чеховская (платформа)
Че́ховская — остановочный пункт Рижского направления Московской железной дороги в посёлке Первомайский городского округа Истра Московской области. Находится на юго-восточной окраине посёлка.
Состоит из двух изогнутых боковых платформ, на второй платформе (на Москву) находится редко работающий кассовый павильон. Турникетами не оборудована. Относится к седьмой тарифной зоне.
Получила название в честь А. П. Чехова, работавшего в Истре в конце XIX века. За первой платформой на запад проложен подъездной путь от станции Новоиерусалимская к основному предприятию посёлка, Новоиерусалимскому кирпичному заводу(Ныне закрыт а пути недействующие), и находится охраняемый железнодорожный переезд. Восточнее платформы расположена железнодорожная тяговая подстанция. Время движения от Рижского вокзала — 1 час 23 минуты. Часть проходящих электропоездов на платформе не останавливается.